# Przemysław Płacheta
Przemysław Płacheta, né le 23 mars 1998 à Łowicz en Pologne, est un footballeur international polonais qui évolue au poste d'ailier gauche à Oxford United.

## Biographie

### Carrière en club

#### Débuts professionnels
Le 5 juillet 2018, Przemysław Płacheta s'engage avec le Podbeskidzie Bielsko-Biała.

#### Śląsk Wrocław
En juillet 2019, Płacheta rejoint le Śląsk Wrocław, qui lui permet de découvrir la première division polonaise lors de la saison 2019-2020. Il joue son premier match le 20 juillet 2019, lors de la première journée de championnat face au Wisła Cracovie, contre qui son équipe s'impose sur le score de un but à zéro.

#### Norwich City
Le 22 juillet 2020, il s'engage pour quatre ans avec Norwich City, tout juste relégué en Championship. Le transfert est officialisé dès l'ouverture du mercato anglais cinq jours plus tard. Il joue son premier match le 12 septembre 2020 contre Huddersfield Town, lors de la première journée de la saison 2020-2021 de Championship. Il entre en jeu lors de cette rencontre remportée par Norwich (0-1).

#### Birmingham City
Le 6 juillet 2022, Przemysław Płacheta est prêté à Birmingham City pour une saison.
Płacheta inscrit son premier but pour Birmingham le 5 août 2022, lors d'une rencontre de championnat face à Huddersfield Town. Il est titularisé et son équipe l'emporte par deux buts à un.

### En sélection
Przemysław Płacheta est sélectionné avec l'équipe de Pologne espoirs pour participer au championnat d'Europe espoirs en 2019. Il y joue son premier match avec les espoirs, le 22 juin face à l'Espagne (défaite 5-0 des Polonais). Lors de sa deuxième sélection, le 10 septembre 2019, il inscrit son premier but, lors de la victoire des siens contre l'Estonie (4-0).
Przemysław Płacheta honore sa première sélection avec l'équipe nationale de Pologne le 11 novembre 2020, à l'occasion d'un match amical contre l'Ukraine. Il est titularisé puis remplacé par Sebastian Szymański et son équipe l'emporte par deux buts à zéro.
Il est retenu par le sélectionneur Paulo Sousa pour disputer l'Euro 2020,.

## Palmarès

### En club
- Norwich City
  - Champion d'Angleterre de de deuxième division en 2021.